# Almarcha
La Almarcha – gmina w Hiszpanii, w prowincji Cuenca, w Kastylii-La Mancha, o powierzchni 64,36 km². W 2011 roku gmina liczyła 516 mieszkańców.